# 国家中医薬研究所
国家中医薬研究所（通称、中医所）とは、中華民国（台湾）国立の伝統中国医学の研究所。1963年に設立され、現在は衛生福利部配下にある。台湾最大の中医学の研究所である。

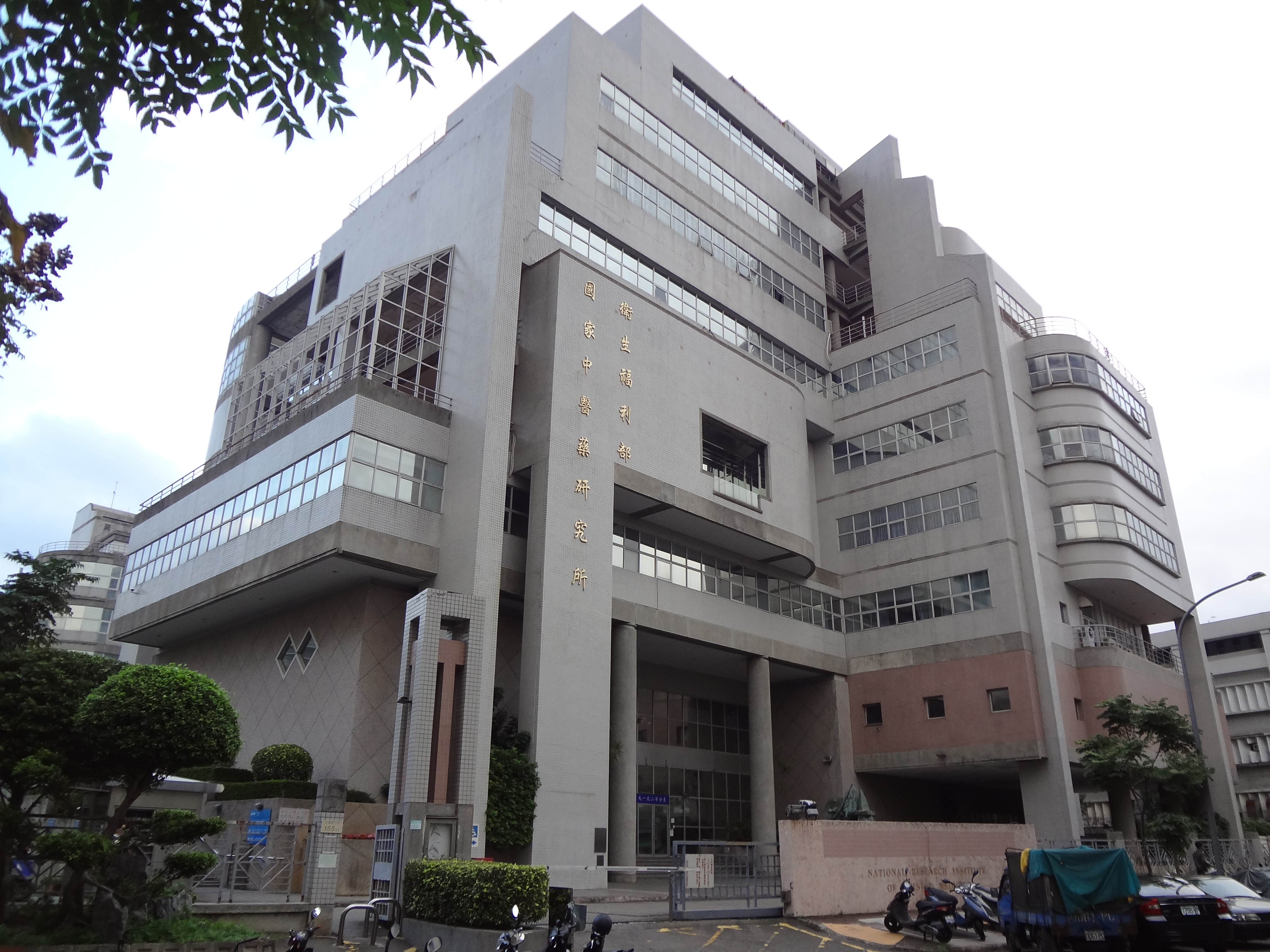
国家中医薬研究所

## 歴史
- 1956年3月、立法院第11次院会において中医薬育法案が通過し、中医学の教育機関及び研究所が設立される運びとなる。
- 1963年10月22日，教育部「国立中国医藥研究所」が創立。
- 1995年，国立中国医薬研究所組織条例が公布される。
- 2013年6月19日，衛生福利部国家中医薬研究所組織法の成立により、7月23日に衛生福利部国家中医薬研究所に改組される。

## 歴代の所長
国立中国医薬研究所
1. 李煥燊 (1963年10月22日 - 1979年4月)
2. 劉國柱 (1979年4月 - 1988年4月)
3. 陳介甫 (1988年4月 - 2004年1月17日)
  1. 吳聰能 (2004年2月 - 2004年8月（教育部主任秘書兼代理所長）)
4. 吳天賞 (2004年8月 - 2007年8月)
5. 李德章 (2007年8月 - 2009年10月)
6. 黃怡超 (2009年10月 - 2013年7月23日)

国家中医薬研究所
1. 黃怡超 (2013年7月23日 - 現任)